# Biserici catolice de rit oriental

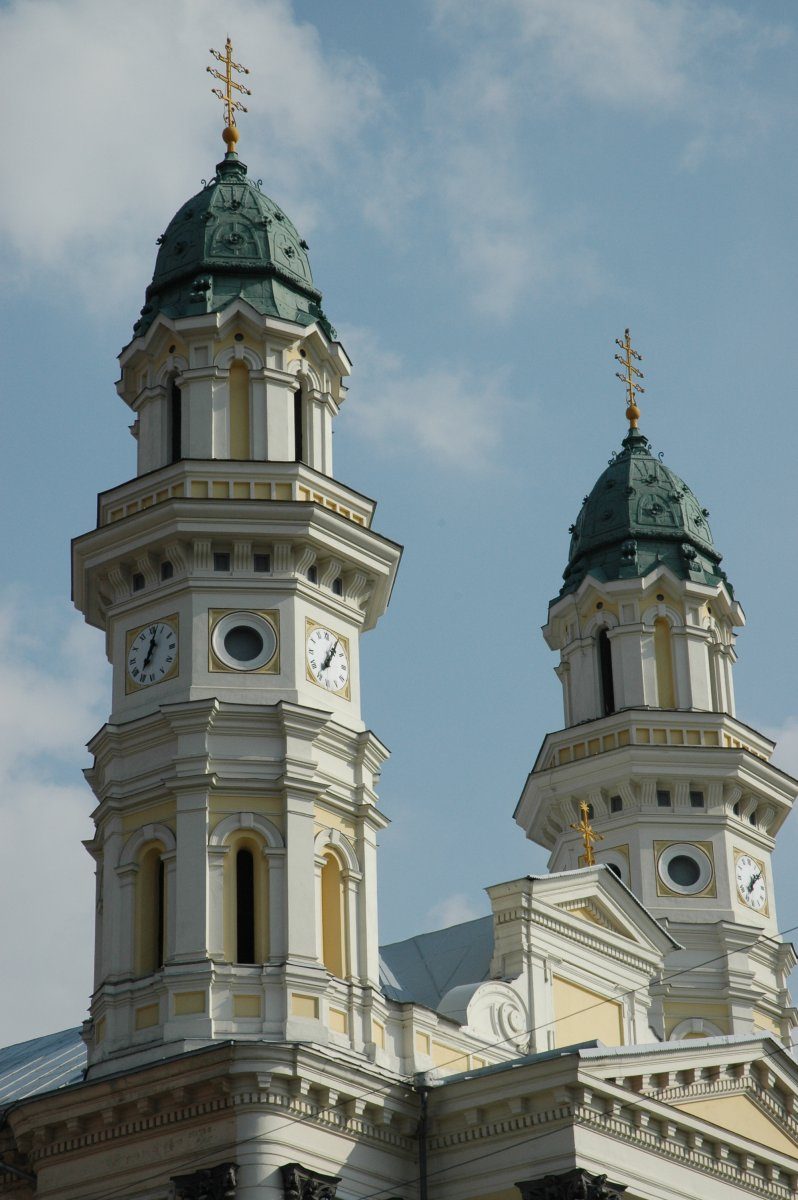
Catedrala "Înălțarea Sfintei Cruci" din Ujhorod / Ujgorod (Ucraina)

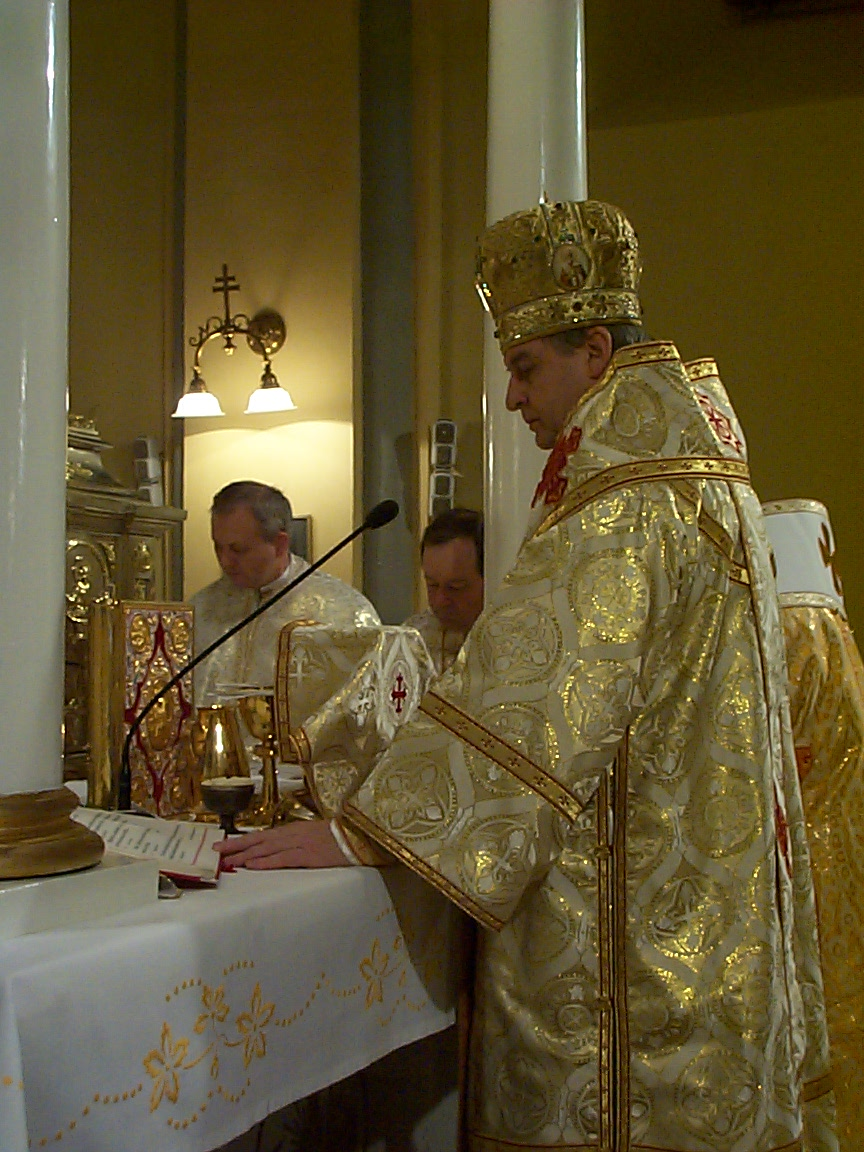
Mitropolitul greco-catolic Ján Babjak celebrând liturghia în "Catedrala Sf. Ioan Botezătorul" din Prešov (Slovacia)

Țări care au sediul unor biserici particulare catolice orientale (roșu: rit bizantin, verde: rit alexandrin, galben: altele)

Bisericile catolice orientale sunt acele biserici autonome care folosesc un rit oriental și sunt parte a Bisericii Catolice. Aceste biserici sunt prezente în estul Europei, în Orientul Mijlociu și în India, având comunități diasporale în vestul Europei și în SUA. Bisericile catolice orientale mai sunt cunoscute fie ca biserici catolice răsăritene, fie ca biserici catolice de rit oriental.

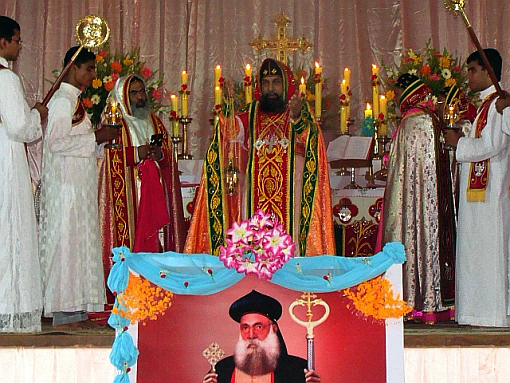
Liturghie a Bisericii Catolice Siro-Malankară.

Bisericile Catolice Răsăritene pot fi împărțite în două mari clase:
1. Cele care nu au ieșit niciodată din comuniunea cu Biserica Romană. Biserica Maronită și uneori cea Siro-Malabar sunt trecute în această categorie.
2. Cele care s-au format prin trecerea parțiala sau integrală a unei Biserici Ortodoxe (Răsăritene sau Orientale) în comuniune cu Biserica Romană. Aceste biserici mai sunt numite și Biserici Unite, care formează cea mai mare parte a credincioșilor catolici de rit oriental.

Printre Bisericile Unite se numără și Biserica Română Unită cu Roma (Greco-Catolică), prezentă în România, Europa de vest și SUA.

## Bisericile catolice de rit bizantin
Acestea sunt cunoscute și sub numele de Biserici greco-catolice. Ele sunt Bisericile răsăritene de rit bizantin (grecesc-constantinopolitan) care s-au format prin intrarea/unirea unor mitropolii sau episcopii ortodoxe în deplină comuniune cu Biserica Romano-Catolică. Bisericile catolice de rit bizantin fac parte din categoria mai mare a bisericilor catolice de rit oriental.
Denumirea „greco-catolic” este folosită pentru a face distincția între „bizantinii uniți” (= greco-catolici) și cei neuniți, cunoscuți ca „ortodocși”, „greco-orientali” etc. Cei mai numeroși credincioși catolici de rit bizantin (greco-catolici) trăiesc în jumătatea vestică a Ucrainei. Importante comunități greco-catolice există în România, Slovacia, Ungaria, precum și în Statele Unite ale Americii. De asemenea greco-catolici sunt melkiții (sirienii de rit bizantin) și italo-albanezii (sicilieni și corsicani băștinași).
Poziția Bisericilor, Catolică și Ortodoxă, în ceea ce privește originea și viitorul Bisericilor unite este sintetizată în Documentul de la Balamand, din care cităm, în traducere:
6. Separarea Bisericilor Orientală și Occidentală nu numai că nu a stins sentimentul de unitate dorit de Isus Christos, dar deseori această situație contrară naturii Bisericii a dat multora ocazia de a conștientiza și mai tare necesitatea realizării unirii, pentru a rămâne fideli poruncii dumnezeiești.
7. De-a lungul veacurilor au fost făcute diverse încercări pentru a restaura unitatea Bisericii. S-a încercat atingerea acestui scop prin metode diverse, uneori conciliare, în funcție de situația politică, istorică, teologică și spirituală a epocii. Din păcate aceste încercări nu au restaurat unitatea Bisericii, iar uneori chiar au întărit opoziția față de unire.
8. În ultimele patru secole, în diverse regiuni din Orient, au fost luate inițiative, în interiorul unor Biserici și sub influența unor elemente exterioare, pentru a restabili comuniunea între Biserica Orientală și cea Occidentală. Aceste inițiative au dus la unirea unor comunități cu Biserica Catolică și au determinat ruperea comuniunii cu bisericile-mamă orientale. Aceste schimbări s-au realizat și cu intervenția unor interese extra-bisericești. Așa au apărut bisericile orientale catolice și astfel s-a creat o stare de fapt care a devenit sursă de conflict și de suferințe mai întâi pentru ortodocși, dar și pentru catolici.
Prima biserică greco-catolică a luat ființă în anul 1596 ca urmare a Uniunii de la Brest. Pentru a facilita unirea, modificările în dogmă și ritual au fost reduse la strictul necesar (cele patru puncte stabilite în urma Conciliului de la Ferrara-Florența dintre catolici și ortodocși: primatul papal, împărtășirea cu azimă, existența purgatorului și adaosul Filioque). Poziția Bisericii Catolice față de Bisericile orientale neunite s-a schimbat o dată cu Conciliul Vatican II și cu înmulțirea inițiativelor ecumenice. Astfel a fost înființată o Comisie mixtă catolică-ortodoxă care s-a reunit periodic, ultima dată în Liban, în 1993. Documentul de la Balamand adoptat de comisia mixtă recomandă ambelor biserici să se abțină de la prozelitism și a calificat uniatismul drept o metodă depășită de atingere a unității bisericilor creștine de tradiție apostolică. Bisericile greco-catolice (ucraineană, română etc.) au reproșat faptul că textul a fost adoptat în lipsa reprezentanților lor, la nivel episcopal, deși documentul le privea în mod direct.

### Cronologie
- Biserica Greco-Catolică Ucraineană a luat ființă în anul 1596 prin Uniunea de la Brest;
- Biserica Greco-Catolică Ruteană a luat ființă în anul 1646 prin Uniunea de la Ujhorod;
- Biserica Română Unită cu Roma a luat ființă în anul 1698 prin Sinodul de la Alba Iulia;
- Biserica Greco-Catolică Melkită a luat ființă în anul 1724;
- Biserica Greco-Catolică din Slovacia a luat ființă prin desprinderea de Biserica Greco-Catolică Ruteană;
- Biserica Greco-Catolică Maghiară a luat ființă prin desprinderea de Biserica Greco-Catolică Ruteană;
- Biserica Greco-Catolică Albaneză a luat ființă în urma misiunii din perioada 1660-1765 în Albania de azi. De asemenea, albanezii arbereși din sudul Italiei sunt catolici de rit bizantin;
- Biserica Greco-Catolică Sârbească a fost organizată instituțional în anul 1777, prin înființarea Episcopiei de Križevci. Enoriașii trăiesc în Croația și Voivodina.

### Istoric
O lucrare obiectivă și de mare acuratețe pentru secolul al XIII-lea, dar și perioada anterioară este Românii în secolul al XIII-lea. Între cruciată și Imperiul mongol a lui Șerban Papacostea. Aceste tentative sunt legate de ceea ce se va întâmpla în secolele al XVII-lea - al XVIII-lea. Atunci Papalitatea, recâștigând prin Austria autoritate asupra unor teritorii pierdute anterior prin extinderea Imperiului Otoman și Reformă va încerca să își refacă prezența în zonă prin convertirea ortodocșilor. Întrucât însă secolele de prigoană dovediseră rezistența acestora la tentativele directe de convertire, s-a apelat la o altă formă de atragere, numită unire. Se oferea, prin această formă, posibilitatea ca ortodocșii care o acceptau să își păstreze ritul și tradițiile, inclusiv limba de slujire, dar cu acceptarea celor patru puncte florentine, respectiv: primatul papal, Filioque, purgatoriul și azima pentru Împărtășanie. Pregătirile pentru această politică de convertire prin uniatism începuseră încă din sec. XVI, când, de exemplu, papa Grigore al XIII-lea (1572-1585) înființează la Roma așa-numitul "Collegium Graecorum". Acesta era destinat a forma din catolicii și convertiții catolici din Răsăritul grecofon misionari și teologi pentru a susține unirea. În același spirit a fost înființat, de același papă, un an mai târziu (1576), „Collegium Illyricum”, pentru românii („valahii”) și sârbii din Iliria (Bosnia și Herțegovina de astăzi) și Dalmația (azi în Croația) iar după 8 ani "Collegium Maroniticum", pentru credincioșii de confesiune maronită (din Liban). 	 
În 1622 lucrarea acestor colegii, încă nu îndeajuns eficientă printre ortodocși, este completată de înființarea organizației „Sacra Congregatio de Propaganda Fide”. Rolul ei era aducerea „necredincioșilor schismatici, eretici ori păgâni” în ascultare față de scaunul Romei. Ea a fost întârită în 1627 de Collegium Urbanum, destinat în mod global pregătirii clerului provenit din teritoriile orientale, dar nu numai. Realizatorul acestora au fost Papa Grigore al XV-lea (1621-1623) și Papa Urban al VIII-lea (1623-1644). 	 
Pe lângă acestea și alte asemenea mijloace, Roma a organizat misiuni speciale în Austria și Polonia, cu scopul de a determina o politică favorabilă scopurilor sale. Acest lucru a fost bine gândit, date fiind eforturile Austriei de extindere spre Răsărit (zonă masiv ortodoxă, mare parte sub dominație otomană și țaristă) și a prezenței unor uriașe teritorii ortodoxe în Polonia (actualele țări Bielorusia și Ucraina). Aceste teritorii ortodoxe din Polonia, cuprinse în țara numită pe atunci Lituania, au fost lipsite de apărare în fața Seimului din 1569, când Lituania este alipită Poloniei. Unele teritorii, ca Transnistria (sau Vozia) și Zaporojia au beneficiat de mai multe ori în secolele al XVI-lea și al XVII-lea de protecția directă a domnitorilor Moldovei. Aceștia au fost de multe ori unși și hatmani ai Zaporojiei și au intervenit adesea pentru oprirea unirii religioase sau dimpotrivă. Este important să precizăm că și în Polonia, mai ales în Munții Tatra, și în Moravia și Slovacia, și în Podolia și Zaporojia exista un important număr de români. Eforturile de unire i-au vizat și pe ei, ca și pe slovacii ortodocși, pe ruteni, ucraineni și rușii albi (bieloruși). 	 
Regatul Poloniei va fi primul stat care va aplica planurile de unire a credincioșilor răsăriteni, având ca model Conciliul de unire religioasă de la Ferrara-Florența dintre Biserica Apusului (Catolică) si cea a Răsăritului (Ortodoxă). Regele Sigismund al III-lea Vasa, aflat sub influența directă a sfetnicilor săi iezuiți, va organiza o primă unire cu Biserica Romei a ortodocșilor din regiune. Aceasta a fost adoptată de episcopii întruniți în sinodul de la Brest-Litovsk din 16-18 octombrie 1596. Unii principi ortodocși, între care Constantin de Ostrog, au criticat pe episcopii care au acceptat unirea.	 
Trebuie subliniat din nou că și populația românească aflată în domeniile coroanei poloneze, din Munții Tatra în Pocuția și din mlaștinile Pripetului în regiunile Zaporojiei a fost implicată în acest fenomen. Unele rezultate pot fi văzute mai jos. 	 
Între timp, să precizăm că în Cehia și Slovacia, aflate sub influență austriacă și în controlul Contrareformei, aceste eforturi de catolicizare, desfășurate pe multiple planuri, încep în 1650. Epoca respectivă este cunoscută sub numele de „perioada întunecată” sau „Temno”. 	 
Pe aceeași direcție va fi încheiată în 10 august 1664 pacea de la Vasvár. Ea va stârni o adâncă nemulțumire în nobilimea ungară - și nu numai - printr-o încălcare fățișă și brutală a principiului toleranței religioase (pentru religiile recepte, desigur) și a regimului stărilor. Ca urmare va izbucni și răscoala lui Miklós Zrínyi, în același timp anti-otomană și anti-austriacă, eșuată. Vor trebui aproape 20 ani de răscoale și lupte pentru ca Viena să recunoască autonomia Ungariei, să accepte reînființarea armatei ungare și respectarea anumitor principii ante-austriece. În toată această perioadă problema catolicismului a fost una principală. În zonele din nord-vestul Maramureșului și în Slovacia unirea cu Biserica Romei se extinsese mult, prin intermediul rutenilor și ucrainenilor uniți din Polonia. Aceștia au fost folosiți de Roma și ca misionari pentru rutenii, românii și ucrainenii din Slovacia și Maramureș.

### Cartea „Floarea Adevărului”
În anul 1750 a apărut la Blaj prima carte românească întocmită și tipărită de Școala Ardeleană. Este vorba de opusculul  intitulat « Floarea adevărului », carte din care se păstrează un singur exemplar, și acela în străinătate. Ea este opera colectivă a „cuvioșilor ieromonași” de la Blaj, respectiv a tuturor călugărilor greco-catolici, în frunte cu călugărul-episcop Petru Pavel Aron. Cartea este o explicare foarte doctă a celor patru puncte dogmatice sub care s-au unit românii cu Roma la 1700, implicând justificarea rațională a evenimentului. Ca mod de exprimare, cartea este un mesager timpuriu al ecumenismului panromânesc, postulat de cele mai luminate minți ale acelei epoci. Contrar tuturor disputelor care afectau lumea românească în legătură cu Unirea, cartea este străbătută de un ton calm și tolerant, care vrea să convingă, nu să învingă. Aparent modesta tipăritură, reeditată de episcopul Ioan Bob la 1813, a fixat pentru totdeauna tonul moderat, erudit și civilizat în care românii uniți cu Roma și-au apărat și își apără confesiunea în fața nu puținilor detractori. „Floarea Adevărului” (1750) a apărut și în versiune latină: „Flosculus Veritatis” (1753) și „Doctrina Christiana” (1757).

## Biserici Catolice Orientale de rit alexandrin
- - Biserica Catolică Coptă (patriarhie): Egipt
  - Biserica Catolică Etiopiană (mitropolie): Etiopia, Eritreea

## Biserici Catolice Orientale de rit vest-sirian (sau antiohian)
- - Biserica Maronită (patriarhie): Liban, Cipru, Iordania, Israel, Palestina, Egipt, Siria, Argentina, Brazilia, SUA, Australia, Canada, Mexic
  - Biserica Catolică Siriacă (patriarhie): Liban, Irak, Iordania, Kuwait, Palestina, Egipt, Sudan, Siria, Turcia, SUA, Canada, Venezuela
  - Biserica Catolică Siro-Malankară (arhiepiscopie majoră): India, SUA

## Biserici Catolice Orientale de rit armean
- - Biserica Armeano-Catolică (patriarhie): Liban, Iran, Irak, Egipt, Siria, Turcia, Palestina, Ucraina, Franta, Grecia, America Latina, SUA, Canada, Europa de Est

## Biserici Catolice Orientale de rit est-sirian (sau caldeean sau persan)
- - Biserica Catolică Caldeeană (patriarhie): Irak, Iran, Liban, Egipt, Siria, Turcia, SUA
  - Biserica Catolică Siro-Malabară (arhiepiscopie majoră): India, SUA

## Galerie de imagini

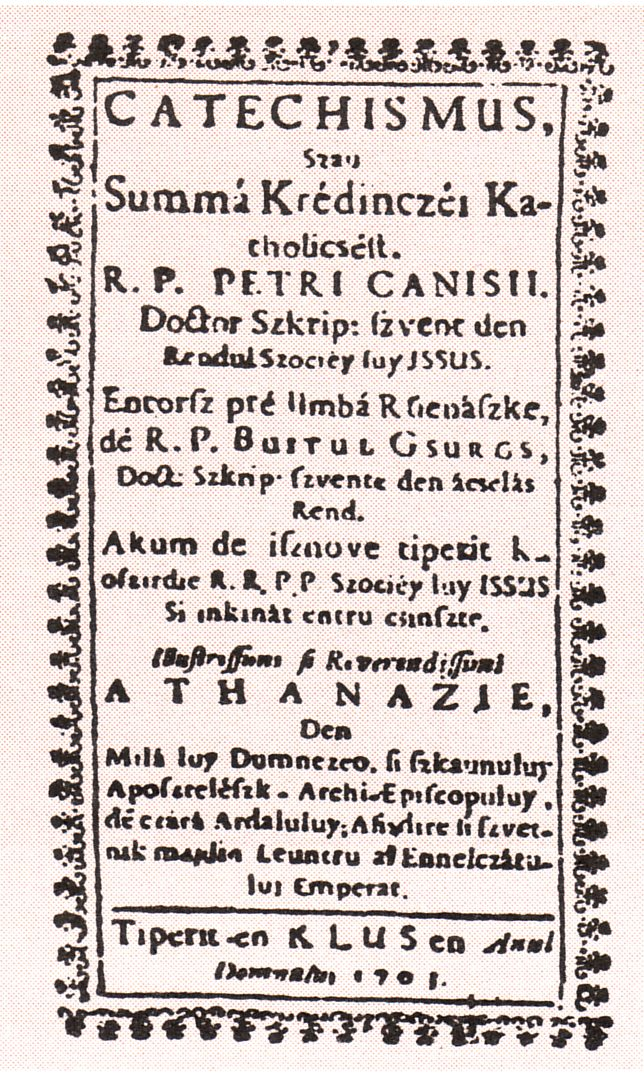
Catechismus szau Summa Krédinczéi Katholicsést. „Tiperit en Klus en Anul Domnului 1703” (jos)
Coperta cărții Floarea adevărului, Blaj, 1750